# Pimenteiras do Oeste
Pimenteiras do Oeste è un comune del Brasile nello Stato di Rondônia, parte della mesoregione del Leste Rondoniense e della microregione di Colorado do Oeste.